# Classement des Premiers ministres britanniques

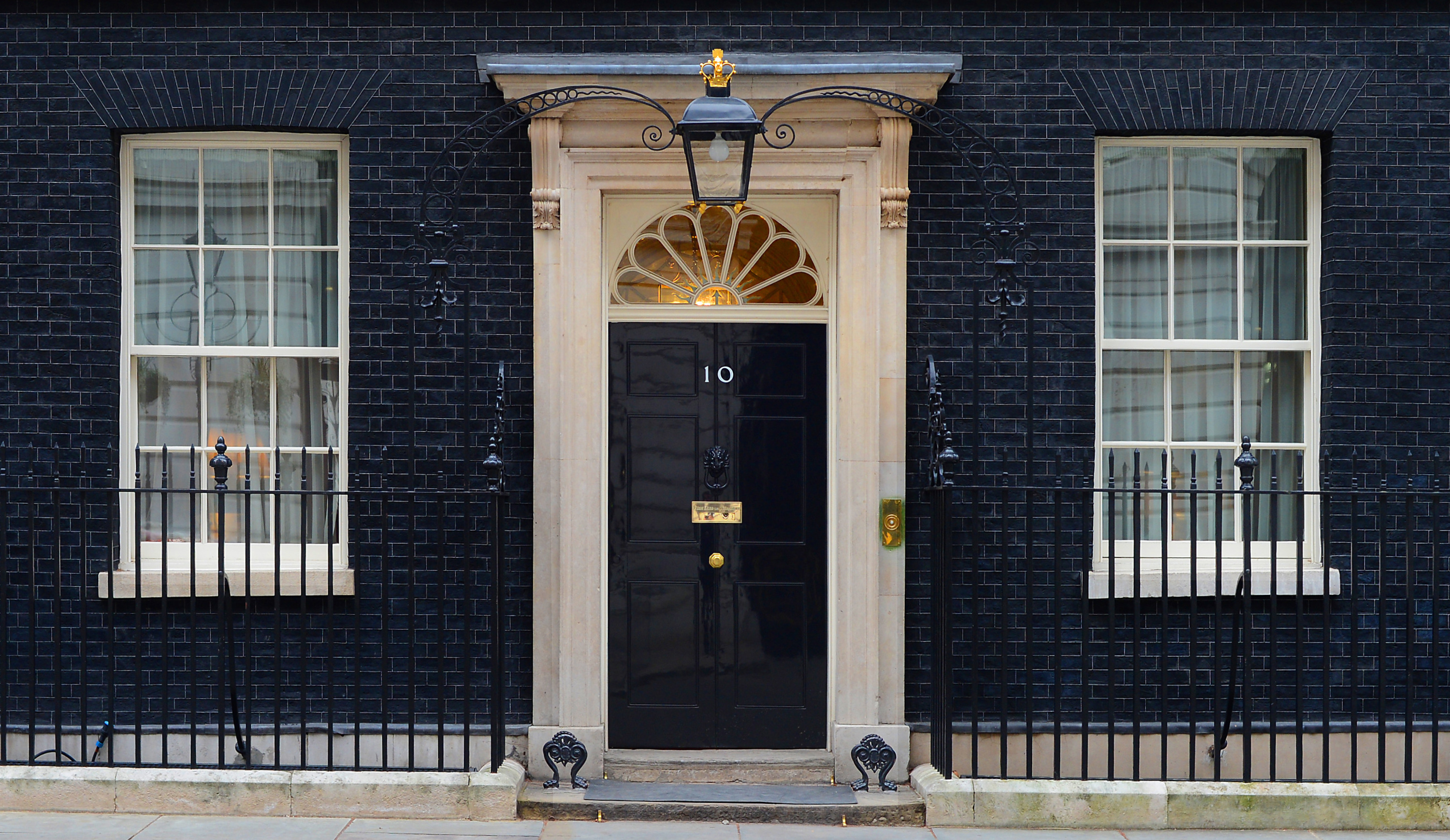
Porte d'entrée du 10 Downing Street, résidence officielle et lieu de travail du Premier ministre du Royaume-Uni.

Le classement des Premiers ministres britanniques regroupe une série de sondages menés auprès des universitaires et du grand public pour évaluer les performances des individus ayant servi au poste de Premier ministre du Royaume-Uni. L'ordre du classement repose sur les réalisations, le leadership, les échecs et les erreurs de chaque individu lors de son mandat.

## Ipsos Mori / Université de Leeds (2004)
En 2004, l'université de Leeds et la société d'études de marché Ipsos Mori ont réalisé un sondage en ligne auprès de 258 universitaires spécialisés dans l'histoire et / ou dans la politique britannique du XXe siècle. Parmi eux, 134 ont répondu au sondage, soit un taux de participation de 54 % — de loin la plus vaste enquête effectuée jusqu'alors. Les personnes interrogées devaient, entre autres, classer tous les Premiers ministres du XXe siècle en fonction de leur réussite et dire quels étaient selon eux les critères pour juger un bon Premier ministre. Les personnes interrogées devaient classer les Premiers ministres sur une échelle de 0 à 10 en fonction de leur niveau de réussite ou au contraire d'échec (0 signifiant un échec total et 10 une grande réussite) afin d'établir ensuite une moyenne des scores et un classement général basé sur les scores moyens de chaque Premier ministre. Les cinq Premiers ministres travaillistes furent globalement jugés comme les plus performants, avec une moyenne de 6,0 (médiane de 5,9). Les trois Premiers ministres libéraux obtinrent une note moyenne de 5,8 (médiane de 6,2) et les douze Premiers ministres conservateurs une note moyenne de 4,8 (médiane de 4,1). 
| #  | Premier ministre         | Années au pouvoir               | Parti        | Score moyen |
| -- | ------------------------ | ------------------------------- | ------------ | ----------- |
| 1  | Clement Attlee           | 1945–1951                       | Travailliste | 8,3         |
| 2  | Winston Churchill        | 1940–1945, 1951–1955            | Conservateur | 7,9         |
| 3  | David Lloyd George       | 1916–1922                       | Libéral      | 7,3         |
| 4  | Margaret Thatcher        | 1979–1990                       | Conservateur | 7,1         |
| 5  | Harold Macmillan         | 1957–1963                       | Conservateur | 6,5         |
| 6  | Tony Blair               | 1997–2007                       | Travailliste | 6,3         |
| 7  | Herbert Asquith          | 1908–1916                       | Libéral      | 6,2         |
| 8  | Stanley Baldwin          | 1923–1924, 1924–1929, 1935–1937 | Conservateur | 6,2         |
| 9  | Harold Wilson            | 1964–1970, 1974–1976            | Travailliste | 5,9         |
| 10 | Lord Salisbury           | 1895–1902                       | Conservateur | 5,8         |
| 11 | Henry Campbell-Bannerman | 1905–1908                       | Libéral      | 5,0         |
| 12 | James Callaghan          | 1976–1979                       | Travailliste | 4,8         |
| 13 | Edward Heath             | 1970–1974                       | Conservateur | 4,4         |
| 14 | Ramsay MacDonald         | 1924, 1929–1935                 | Travailliste | 3,7         |
| 15 | John Major               | 1990–1997                       | Conservateur | 3,7         |
| 16 | Andrew Bonar Law         | 1922–1923                       | Conservateur | 3,5         |
| 17 | Neville Chamberlain      | 1937–1940                       | Conservateur | 3,4         |
| 18 | Arthur Balfour           | 1902–1905                       | Conservateur | 3,4         |
| 19 | Alec Douglas-Home        | 1963–1964                       | Conservateur | 3,3         |
| 20 | Anthony Eden             | 1955–1957                       | Conservateur | 2,5         |

1. ↑  Sondage effectué en 2004, alors que Blair était toujours en fonction.

## Université de Leeds (2010)

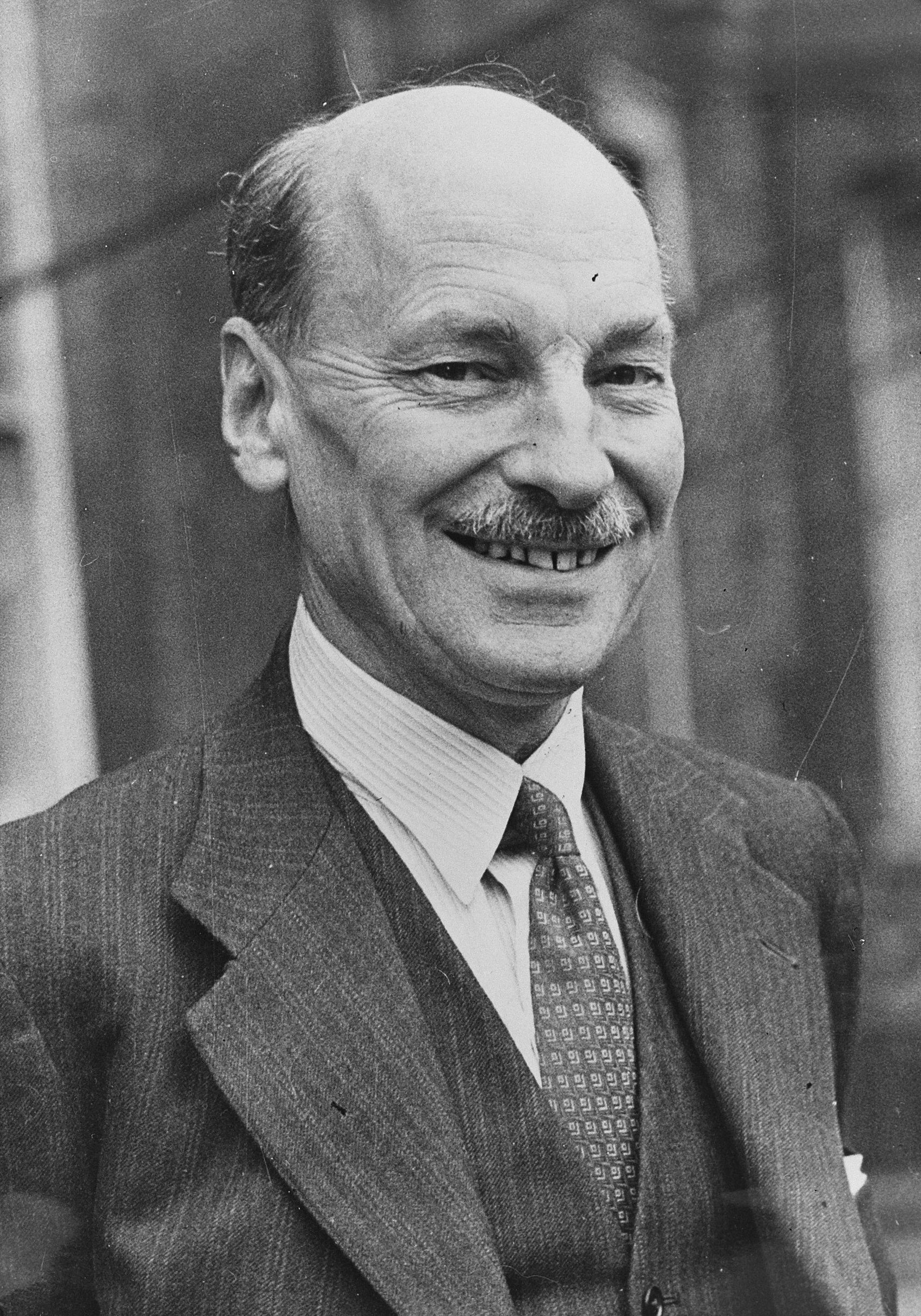
Clement Attlee est évalué favorablement pour son efficacité à la tête de l'État et pour les réformes sociales mises en œuvre après la guerre.

En 2010, l'université de Leeds, en partenariat avec l'agence de recherche et de communication Woodnewton Associates, a conduit une enquête auprès de 106 universitaires spécialisés dans l'histoire et la politique britanniques pour évaluer la performance des douze Premiers ministres ayant servi entre 1945 et 2010. Winston Churchill n'est donc jugé que sur son second mandat,.
| #  | Premier ministre  | Années au pouvoir      | Parti        |
| -- | ----------------- | ---------------------- | ------------ |
| 1  | Clement Attlee    | 1945–1951              | Travailliste |
| 2  | Margaret Thatcher | 1979–1990              | Conservateur |
| 3  | Tony Blair        | 1997–2007              | Travailliste |
| 4  | Harold Macmillan  | 1957–1963              | Conservateur |
| 5  | Harold Wilson     | 1964–1970, 1974–1976   | Travailliste |
| 6  | Winston Churchill | (1940–1945), 1951–1955 | Conservateur |
| 7  | James Callaghan   | 1976–1979              | Travailliste |
| 8  | John Major        | 1990–1997              | Conservateur |
| 9  | Edward Heath      | 1970–1974              | Conservateur |
| 10 | Gordon Brown      | 2007–2010              | Travailliste |
| 11 | Alec Douglas-Home | 1963–1964              | Conservateur |
| 12 | Anthony Eden      | 1955–1957              | Conservateur |

## Royal Holloway (2013)
En 2013, un groupe de professeurs et d'étudiants du collège Royal Holloway, affilié à l'université de Londres, a conduit via le service postal un sondage auprès des membres du Parlement britannique, en leur demandant d'évaluer le bilan des Premiers ministres de l'après-guerre. Quelque 158 députés (69 conservateurs, 67 travaillistes, 14 libéraux-démocrates et 8 appartenant à d'autres partis) ont répondu au sondage, soit un taux de participation de 24 %. La question posée dans ce sondage est la même que celle des précédentes enquêtes menées en 2004 et en 2010 par l'université de Leeds : les députés devaient évaluer le mandat de chaque Premier ministre sur une échelle de 0 à 10 (0 signifiant un échec total et 10 une grande réussite). 
Dans l'ensemble, les députés ont cité Margaret Thatcher comme la meilleure Première ministre de l'après-guerre, juste devant Clement Attlee. À l'exception d'Edward Heath, jugé de façon plus indulgente par les travaillistes que par les conservateurs, les évaluations restent divisées par des considérations partisanes : les députés tories tendent en effet à situer les Premiers ministres conservateurs plus haut dans le classement que leurs homologues travaillistes, alors que ces derniers attribuent généralement aux Premiers ministres travaillistes des scores plus élevés.
| #  | Premier ministre  | Années au pouvoir    | Parti        | Score moyen |
| -- | ----------------- | -------------------- | ------------ | ----------- |
| 1  | Margaret Thatcher | 1979–1990            | Conservateur | 7,4         |
| 2  | Clement Attlee    | 1945–1951            | Travailliste | 7,3         |
| 3  | Tony Blair        | 1997–2007            | Travailliste | 6,8         |
| 4  | Winston Churchill | 1940–1945, 1951–1955 | Conservateur | 6,5         |
| 5  | Harold Macmillan  | 1957–1963            | Conservateur | 6,1         |
| 6  | Harold Wilson     | 1964–1970, 1974–1976 | Travailliste | 5,8         |
| 7  | John Major        | 1990–1997            | Conservateur | 5,3         |
| 8  | James Callaghan   | 1976–1979            | Travailliste | 4,4         |
| 9  | Edward Heath      | 1970–1974            | Conservateur | 4,4         |
| 10 | Alec Douglas-Home | 1963–1964            | Conservateur | 4,0         |
| 11 | Anthony Eden      | 1955–1957            | Conservateur | 3,7         |
| 12 | Gordon Brown      | 2007-2010            | Travailliste | 3,3         |

## Université de Leeds (2016)
En octobre 2016, à la suite du référendum sur le Brexit, l'université de Leeds, en partenariat avec l'agence de recherche et de communication Woodnewton Associates, a interrogé 82 universitaires spécialisés dans l'histoire et la politique britannique de 1945 à nos jours. En raison de la fourchette de dates imposée, le premier mandat de Winston Churchill pendant la Seconde Guerre mondiale, souvent considéré comme particulièrement brillant, n'est pas pris en compte et il est jugé uniquement sur son second mandat. 
| #  | Premier ministre  | Années au pouvoir      | Parti        |
| -- | ----------------- | ---------------------- | ------------ |
| 1  | Clement Attlee    | 1945–1951              | Travailliste |
| 2  | Margaret Thatcher | 1979–1990              | Conservateur |
| 3  | Tony Blair        | 1997–2007              | Travailliste |
| 4  | Harold Macmillan  | 1957–1963              | Conservateur |
| 5  | Harold Wilson     | 1964–1970, 1974–1976   | Travailliste |
| 6  | John Major        | 1990–1997              | Conservateur |
| 7  | Winston Churchill | (1940–1945), 1951–1955 | Conservateur |
| 8  | James Callaghan   | 1976–1979              | Travailliste |
| 9  | Edward Heath      | 1970–1974              | Conservateur |
| 10 | Gordon Brown      | 2007–2010              | Travailliste |
| 11 | David Cameron     | 2010–2016              | Conservateur |
| 12 | Alec Douglas-Home | 1963–1964              | Conservateur |
| 13 | Anthony Eden      | 1955–1957              | Conservateur |

## BBC Radio 4 (1999)

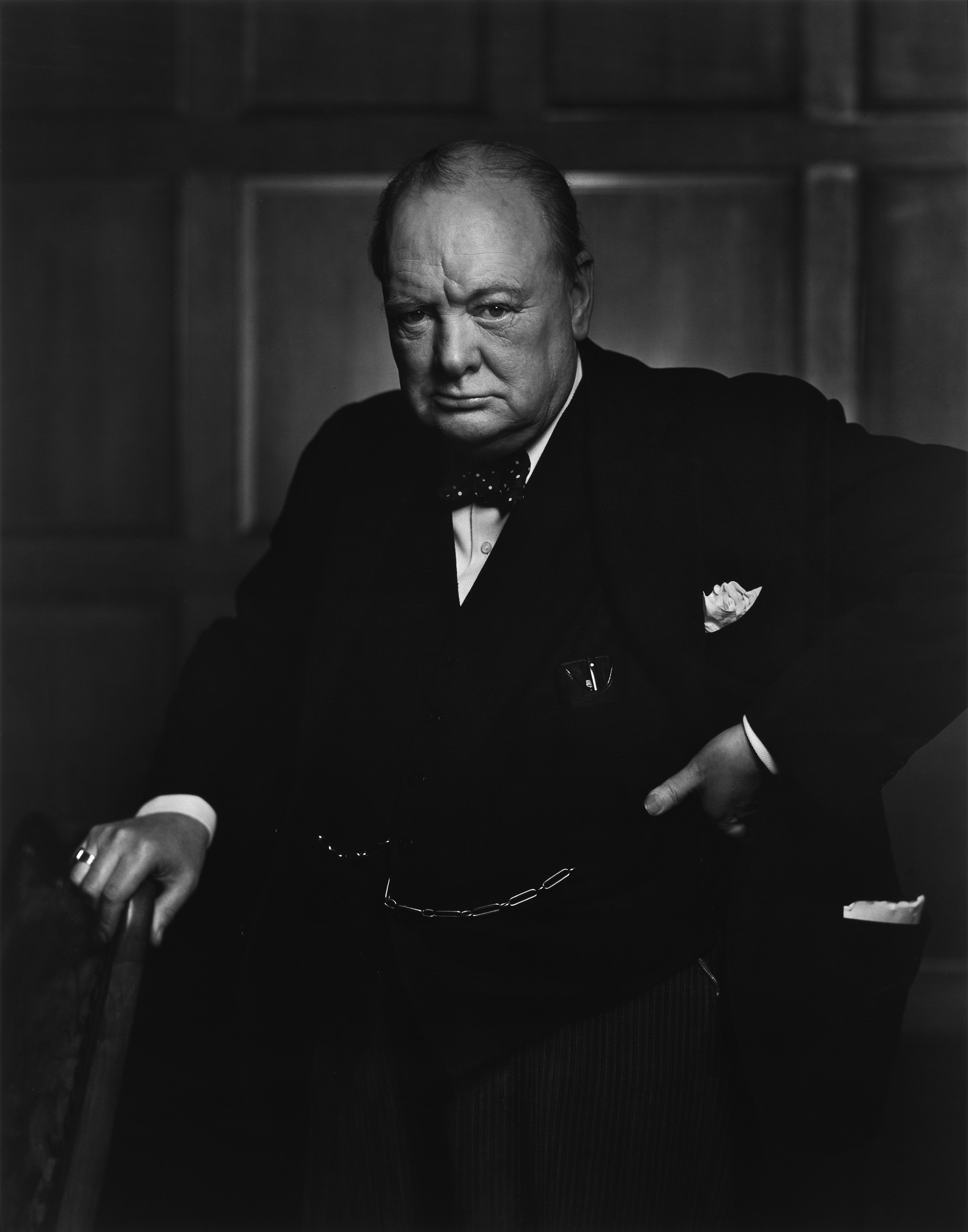
Winston Churchill est particulièrement bien noté par les universitaires et l'opinion publique pour avoir dirigé le pays au cours de la Seconde Guerre mondiale.

En décembre 1999, un sondage de BBC Radio 4 effectué auprès de 20 historiens, personnalités politiques et commentateurs pour la revue de presse The Westminster Hour désigna Winston Churchill comme le meilleur Premier ministre britannique du XXe siècle, David Lloyd George et Clement Attlee arrivant respectivement en 2e et 3e positions. Tony Blair, alors en fonction, ne fut pas intégré dans le classement. Toujours selon cette enquête, le pire Premier ministre de la période fut considéré comme étant Anthony Eden. 
1. Churchill
2. Lloyd George
3. Attlee
4. Asquith
5. Thatcher
6. Macmillan
7. Salisbury
8. Baldwin
9. Campbell-Bannerman
10. Wilson
11. Heath
12. Callaghan
13. Law
14. MacDonald
15. Douglas-Home
16. Balfour
17. Major
18. Chamberlain
19. Eden

## BBC History Magazine(2006)

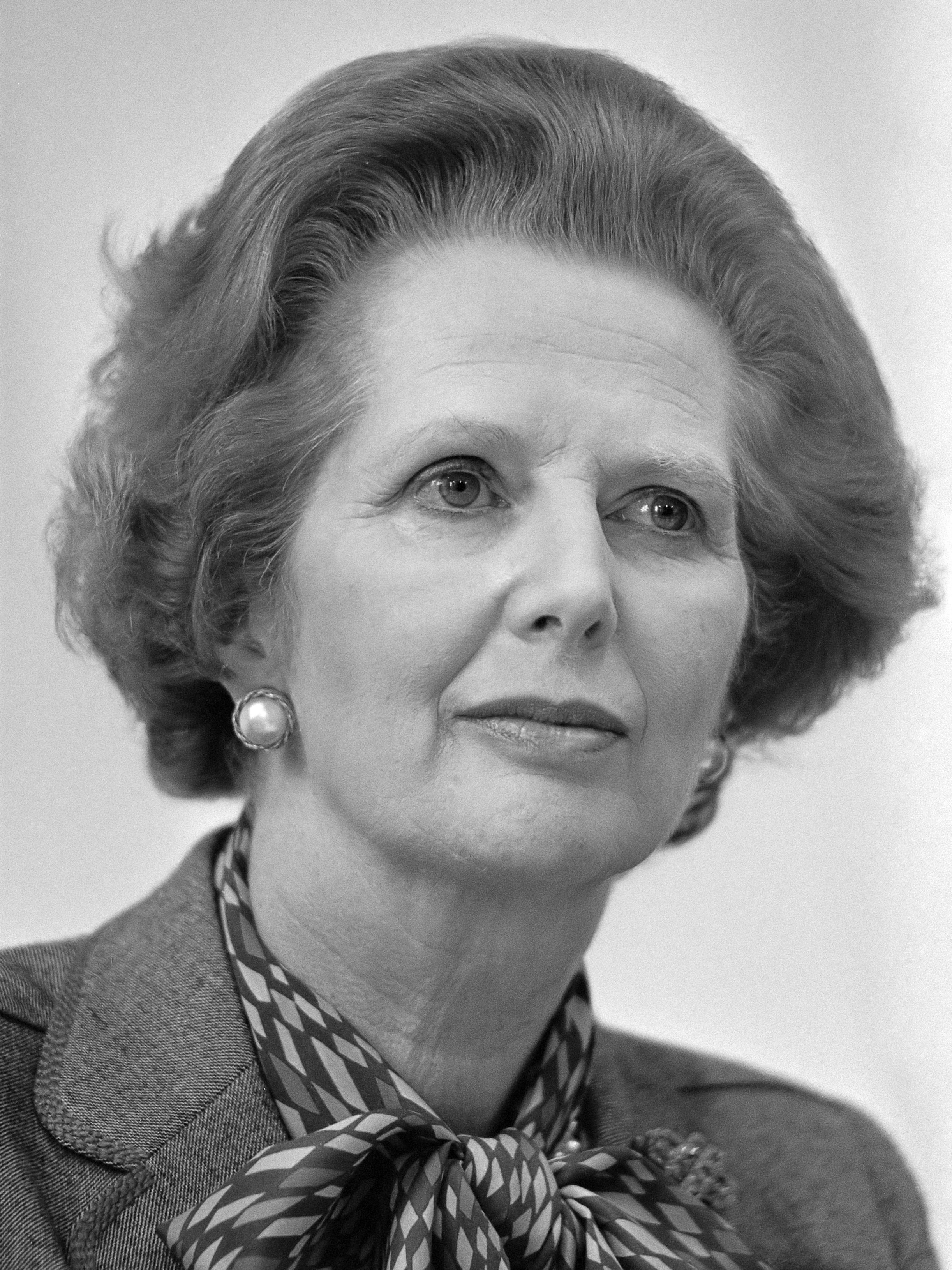
Margaret Thatcher figure généralement, dans les sondages universitaires et les enquêtes d'opinion, parmi les Premiers ministres les mieux classés.

En 2006, l'historien Francis Beckett classa les Premiers ministres britanniques du XXe siècle sur une échelle de 0 à 5, en fonction de la manière dont chacun était parvenu à faire appliquer sa politique — et non sur la politique elle-même. Margaret Thatcher et Clement Attlee arrivèrent en tête du classement. 
- 5 : Margaret Thatcher
- 5 : Clement Attlee
- 4 : Winston Churchill
- 4 : Henry Campbell-Bannerman
- 4 : Edward Heath
- 4 : Harold Macmillan
- 3 : Herbert Henry Asquith
- 3 : Stanley Baldwin
- 3 : Tony Blair
- 3 : David Lloyd George
- 3 : Lord Salisbury
- 3 : Harold Wilson
- 2 : Arthur Balfour
- 2 : James Callaghan
- 1 : Alec Douglas-Home
- 1 : Andrew Bonar Law
- 1 : Ramsay MacDonald
- 1 : John Major
- 0 : Neville Chamberlain
- 0 : Anthony Eden